# Coulogne
 Coulogne  es una comuna y población de Francia, en la región de Norte-Paso de Calais, departamento de Paso de Calais, en el distrito de Calais y cantón de Calais-Centre.
Está integrada en la Communauté d'agglomération du Calaisis.

## Demografía
Forma parte de la aglomeración urbana de Calais.
| 398 | 452 | 487 | 536 | 659 | 696 | 656 | 677 | 730 | 742 | 799 | 812 | 883 | 1 043 | 1 267 | 1 341 | 1 399 | 1 424 | 1 707 | 1 950 | 2 254 | 2 318 | 2 641 | 2 759 | 3 063 | 3 125 | 3 898 | 4 783 | 5 194 | 5 347 | 5 809 | 5 789 | 5 940 | 5 837 |
| Para los censos de 1962 a 1999 la población legal corresponde a la población sin duplicidades (Fuente: INSEE [Consultar]) |     |     |     |     |     |     |     |     |     |     |     |     |       |       |       |       |       |       |       |       |       |       |       |       |       |       |       |       |       |       |       |       |       |